# Franz-Werner Jaenke
Franz Werner August Konrad Jaenke (né le 4 avril 1905 à Sternberg et mort le 25 janvier 1943 près de Stalingrad) est un serrurier allemand et député du Reichstag pour le NSDAP.

## Biographie
Jaenke est le fils de Konrad Waldemar Jaenke, un marchand de Sternberg, et de sa femme Anna-Marie, née Heyn. Deux mois après sa naissance, il est baptisé évangélique luthérien à Sternberg le 18 juin 1905.
Après l'école secondaire de 1911 à 1920, Jaenke apprend le métier de serrurier jusqu'en 1924. De 1924 à 1925, il étudie à l'école supérieure technique de Sternberg, mais doit abandonner ses études pour des raisons financières. Il réussit l'examen de contremaître en 1925 et l'examen préliminaire d'ingénieur en 1930.
Jaenke est politiquement actif dans le mouvement völkisch depuis 1923 et, en 1925, il devient membre du NSDAP. En 1928, il devient le chef SA en Silésie et Mecklembourg dans leur Sturmabteilung (SA). À partir de juillet 1932, il détient le grade de SA Standartenfuhrer et dirige la SA Standarte 62 en Silésie jusqu'en mai 1937. Il atteint l'apogée de sa carrière SA en janvier 1938 lorsqu'il est promu chef de brigade SA.
En juillet 1932, Jaenke est élu au Reichstag pour la 8e circonscription (Liegnitz). Après s'être retiré du parlement lors de la législature suivante, il revient au Reichstag pour les élections du Reichstag en mars 1933, dont il sera député jusqu'à sa mort.
En juin 1937, Jaenke s'installe à Hagen, où il prend la direction de la SA Standard 69. En même temps, il est conseiller de la ville de Hagen.
À partir de 1939, Jaenke participe à la Seconde Guerre mondiale, plus récemment en tant que lieutenant de réserve dans un département de chasseurs de chars. Il meurt en janvier 1943 lors des phases finales de la bataille de Stalingrad. La direction suprême de la SA n'est pas encore au courant de la mort de guerre de Jaenke en juin 1943 : ce mois-là, elle le nomme chef d'état-major du groupe SA Westphalie à Dortmund. Le mandat de Jaenke au Reichstag n'est pas renouvelé avant la fin de la guerre.